# Villiers-le-Bois
Villiers-le-Bois település Franciaországban, Aube megyében. Lakosainak száma 106 fő (2022. január 1.). Villiers-le-Bois Balnot-la-Grange, Étourvy, Arthonnay és Quincerot községekkel határos.

## Népesség
A település népessége az elmúlt években az alábbi módon változott:
| Lakosok száma | 119  | 82   | 86   | 94   | 98   | 94   | 96   | 101  | 102  | 106  |
|               | 1968 | 1982 | 1990 | 2006 | 2013 | 2015 | 2017 | 2019 | 2020 | 2022 |